# 333057 Bowles
333057 Bowles è un asteroide della fascia principale. Scoperto nel 2007, presenta un'orbita caratterizzata da un semiasse maggiore pari a 2,600208 UA e da un'eccentricità di 0,126324, inclinata di 13,397002° rispetto all'eclittica.